# Sorghum halepense
Дивљи сирак (Sorghum halepense L.) је вишегодишња, спорадично инвазивна врста биљке из породице трава.

## Опис
Дивљи сирак је до 1 м висока биљка. Има прилично дебео, краткопузећи ризом са столонима. Од ризома полазе фертилни и стерилни изданци. Стабло је усправно и глатко. Листови су широки између 1 и 2 цм, ушиљени, глатки, по ободу обично храпави, а рукавци су глатки. Лигула је кратка, са длакама дугим око 1 мм. Метлица дивљег сирка је пирамидална, јако разграаната и до 30 цм висока. Класићи при основи имају кратке длаке, а плеве хермафродитних цветова су ушиљене, са густим, кратким длакама, у средини су голе, жуте до жуто-мрке боје. Мушки класићи су на дугим дршкама. Плеве су папирасте, шиљате, тамнољубичасте. Доња плевица је са оси дугом до 1 цм, ретко је без осја.

## Станиште
На топлим, сувим брежуљцима, по песковима, утринама, сушним ливадама, у виноградима, на њивама и често на рудералним стаништима.

## Распрострањење
Насељава медитеранску област, Оријент, Кавказ, источну Индију, Кину, Канаре, Северну Америку, Мексико, Кубу, Колумбију, а и у Србији је распрострањена.

## Значај
Биљка је привредног значаја јер у младом стању даје сено доброг квалитета.
Бележени су случајеви тровања, јер под одређеним условима синтетише цијаногени гликозид.